# Pruebas de detección de antígenos de la malaria

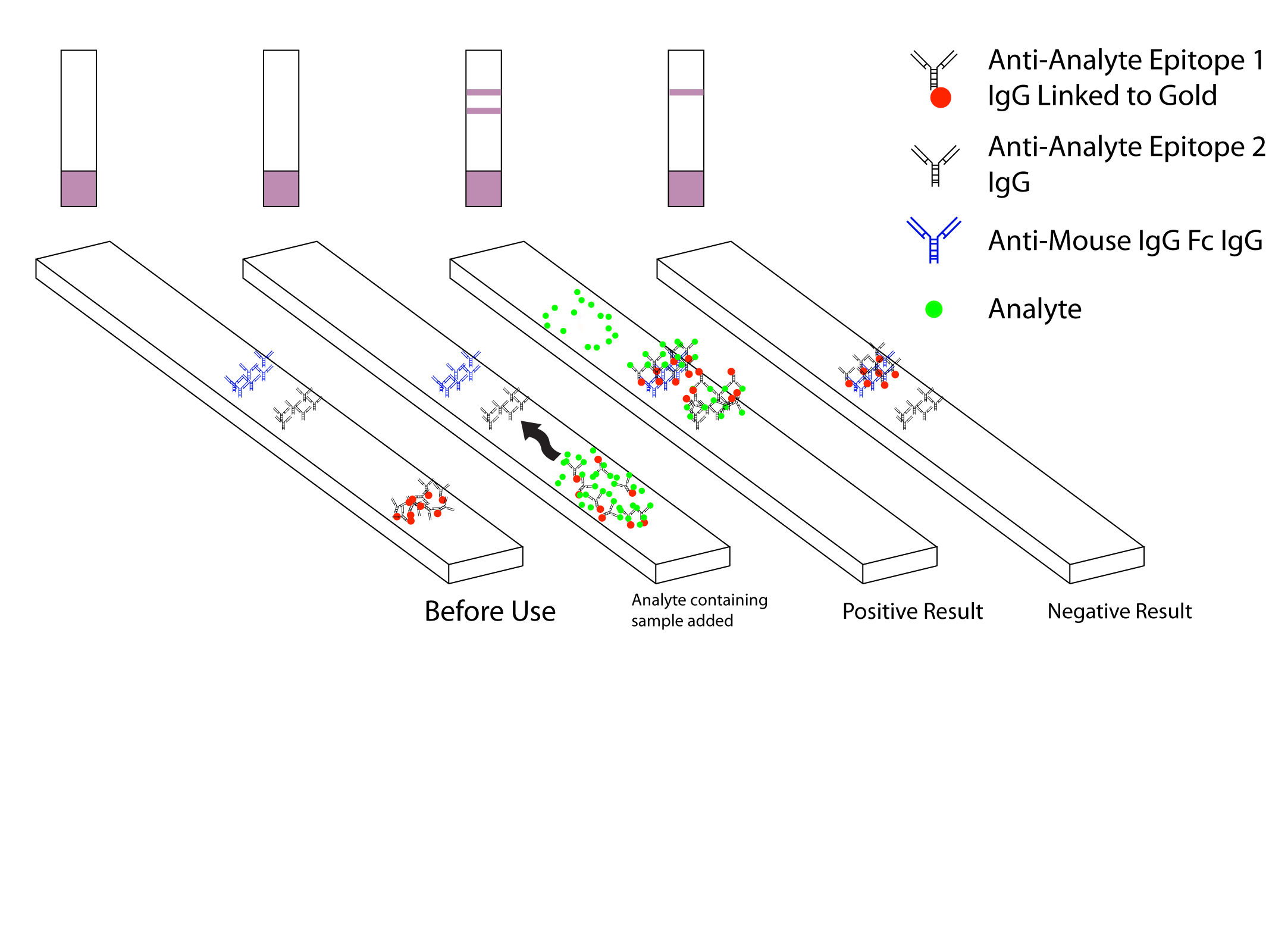
Diagrama esquemático de una tira reactiva

Las pruebas de detección de antígenos de la malaria son un grupo de pruebas de diagnóstico rápido disponibles en el mercado, del tipo de prueba rápida de antígenos, que permiten el diagnóstico rápido del paludismo, o malaria por parte de personas que no están capacitadas en las técnicas de laboratorio tradicionales para el diagnóstico de esta enfermedad o en situaciones en las que no se dispone de dicho equipo. Actualmente hay más de 20 pruebas de este tipo disponibles en el mercado (WHO product testing 2008). El primer antígeno de la malaria adecuado como objetivo para una prueba de este tipo fue una enzima glicolítica soluble, la glutamato deshidrogenasa. En la actualidad, ninguna de las pruebas rápidas es tan sensible como una película de sangre gruesa, ni tan barata. Un inconveniente importante en el uso de todos los métodos actuales de tira reactiva es que el resultado es esencialmente cualitativo. Sin embargo, en muchas zonas endémicas de África tropical, la evaluación cuantitativa de la parasitemia es importante, ya que un gran porcentaje de la población dará positivo en cualquier ensayo cualitativo.

## Pruebas de diagnóstico rápido del paludismo basadas en antígenos
El paludismo es una enfermedad curable si los pacientes tienen acceso a un diagnóstico temprano y a un tratamiento rápido. Las pruebas de diagnóstico rápido basadas en antígenos tienen un papel importante en la periferia de la capacidad de los servicios de salud, ya que muchas clínicas rurales no tienen la capacidad de diagnosticar el paludismo in situ debido a la falta de microscopios y técnicos capacitados para evaluar las películas de sangre. Además, en las regiones donde la enfermedad no es endémica, los técnicos de laboratorio tienen muy poca experiencia en la detección e identificación de los parásitos de la malaria. Un número cada vez mayor de viajeros procedentes de zonas templadas visitan cada año los países tropicales y muchos de ellos regresan con una infección de paludismo. Las pruebas RDT siguen considerándose un complemento de la microscopía convencional, pero con algunas mejoras podrían sustituir al microscopio. Las pruebas son sencillas y el procedimiento puede realizarse in situ en condiciones de campo. Estas pruebas utilizan un pinchazo en el dedo o en la sangre venosa, la prueba completa tarda un total de 15-20 minutos y no se necesita un laboratorio. El umbral de detección de estas pruebas de diagnóstico rápido es del orden de 100 parásitos/µl de sangre, frente a los 5 de la microscopía de capa gruesa.

### pGluDH
El glutamato deshidrogenasa de Plasmodium (pGluDH) es una enzima que no se encuentra en los glóbulos rojos del huésped, y es precipitada por anticuerpos del huésped
Esta técnica ofrece un diagnóstico preciso, en vista de la creciente resistencia del Plasmodium falciparum y del elevado precio de las alternativas a la cloroquina. y fue recomendada como enzima marcadora de las especies de Plasmodium por Picard-Maureau et al. en 1975. La prueba de la enzima marcadora de la malaria es adecuada para el trabajo de rutina y es ahora una prueba estándar en la mayoría de los departamentos que se ocupan de la malaria. Se sabe que la presencia de pGluDH representa la viabilidad del parásito y una prueba de diagnóstico rápido que utilice pGluDH como antígeno tendría la capacidad de diferenciar los organismos vivos de los muertos. En China se ha desarrollado una prueba de diagnóstico rápido completa con la pGluDH como antígeno, y ahora está en fase de pruebas clínicas. Las GluDH son enzimas ubicuas que ocupan un importante punto de ramificación entre el metabolismo del carbono y del nitrógeno. Tanto las enzimas GluDH dependientes de nicotinamida adenina dinucleótido (NAD) [EC 1.4.1.2] como las dependientes de nicotinamida adenina dinucleótido fosfato (NADP) [EC 1.4.1.4] están presentes en Plasmodia; la GluDH dependiente de NAD es relativamente inestable y no es útil para fines de diagnóstico. La glutamato deshidrogenasa proporciona una fuente de carbono oxidable utilizada para la producción de energía, así como un portador de electrones reducido, el NADH. El glutamato es el principal donante de aminoácidos en las reacciones de transaminación posteriores. Las múltiples funciones del glutamato en el equilibrio del nitrógeno lo convierten en una puerta de entrada entre el amoníaco libre y los grupos amino de la mayoría de los aminoácidos. Se ha publicado su estructura cristalina. Nunca se ha comprobado la actividad de la GluDH en P.vivax, P.ovale y P. malariae, pero dada la importancia de la GluDH como enzima de punto de ramificación, cada célula debe tener una alta concentración de GluDH. Es bien sabido que las enzimas con un alto peso molecular (como la GluDH) tienen muchas isozimas, lo que permite diferenciar las cepas (dado el anticuerpo monoclonal adecuado). El huésped produce anticuerpos contra la enzima parasitaria que indican una baja identidad de secuencia.

### Proteína rica en histidina II
La proteína rica en histidina II (HRP II) es una proteína hidrosoluble rica en histidina y alanina, que se localiza en varios compartimentos celulares, incluido el citoplasma del parásito. El antígeno se expresa únicamente en los trofozoitos de P. falciparum. La HRP II de P. falciparum ha sido implicada en la biocristalización de la hemozoína, una forma inerte y cristalina de ferriprotoporfirina IX (Fe(3+)-PPIX) producida por el parásito. El parásito segrega una cantidad considerable de la HRP II en el torrente sanguíneo del huésped y el antígeno puede detectarse en los eritrocitos, el suero, el plasma, el líquido cefalorraquídeo e incluso la orina como proteína hidrosoluble segregada. Estos antígenos persisten en la sangre circulante después de que la parasitemia haya desaparecido o se haya reducido considerablemente. Por lo general, las pruebas basadas en la HRP2 tardan alrededor de dos semanas después de un tratamiento exitoso en ser negativas, pero pueden tardar hasta un mes, lo que compromete su valor en la detección de la infección activa. Se han notificado falsos resultados positivos de la varilla de medición en pacientes con artritis reumatoide positiva al factor reumatoide. Dado que la HRP-2 sólo es expresada por P. falciparum, estas pruebas darán resultados negativos con muestras que sólo contengan P. vivax, P. ovale o P. malariae; por lo tanto, muchos casos de paludismo no falciparum pueden ser diagnosticados erróneamente como negativos (algunas cepas de P.falciparum tampoco tienen HRP II). La variabilidad de los resultados de las RDTs basadas en pHRP2 está relacionada con la variabilidad del antígeno diana.

### pLDH
La lactato deshidrogenasa de P. falciparum (PfLDH) es una oxidorreductasa de 33 kDa [EC 1.1.1.27]. Es la última enzima de la vía glicolítica, esencial para la generación de ATP y una de las enzimas más abundantes expresadas por P. falciparum. La LDH de Plasmodium (pLDH) de P. vivax, P. malariae y P. ovale) presenta un 90-92% de identidad con la PfLDH de P. falciparum. Se ha observado que los niveles de pLDH se reducen en la sangre antes que la HRP2 tras el tratamiento. En este sentido, la pLDH es similar a la pGluDH. Sin embargo, las propiedades cinéticas y la sensibilidad a los inhibidores dirigidos al sitio de unión del cofactor difieren significativamente y son identificables mediante la medición de las constantes de disociación para los inhibidores que, difieren hasta en 21 veces.

### pAldo
La fructosa-bisfosfato aldolasa [EC 4.1.2.13] cataliza una reacción clave en la glucólisis y la producción de energía y es producida por las cuatro especies. La aldolasa de P.falciparum es una proteína de 41 kDa y tiene una similitud de secuencia del 61-68% con las aldolasas eucariotas conocidas. Se ha publicado su estructura cristalina. La presencia de anticuerpos contra la p41 en el suero de adultos humanos parcialmente inmunes a la malaria sugiere que la p41 está implicada en la respuesta inmunitaria protectora contra el parásito. 